# Position accroupie

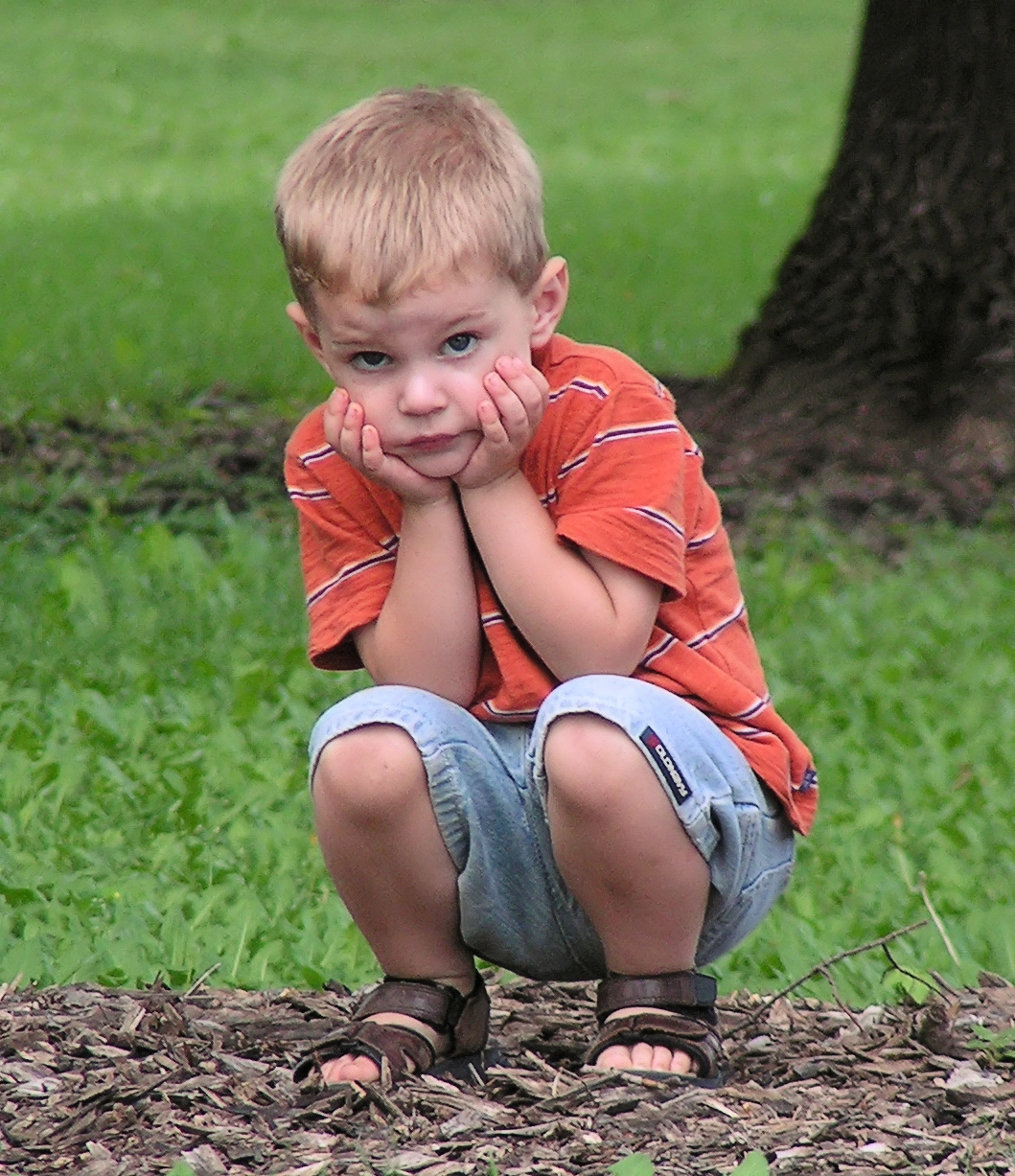
Petit garçon accroupi.

La position accroupie est une posture de l'être humain et des bipèdes dans laquelle le poids du corps repose sur les pieds (comme en station debout) mais les genoux sont plus ou moins pliés, jusqu'à éventuellement amener les fesses à reposer sur les mollets ou les talons. Dans cette position, le tronc est donc vertical. 

## Définition
L’« accroupissement », la « position accroupie » ou la « station accroupie », est pour les mammifères bipèdes une manière de se tenir assis sur les talons, après fléchissement des jambes.

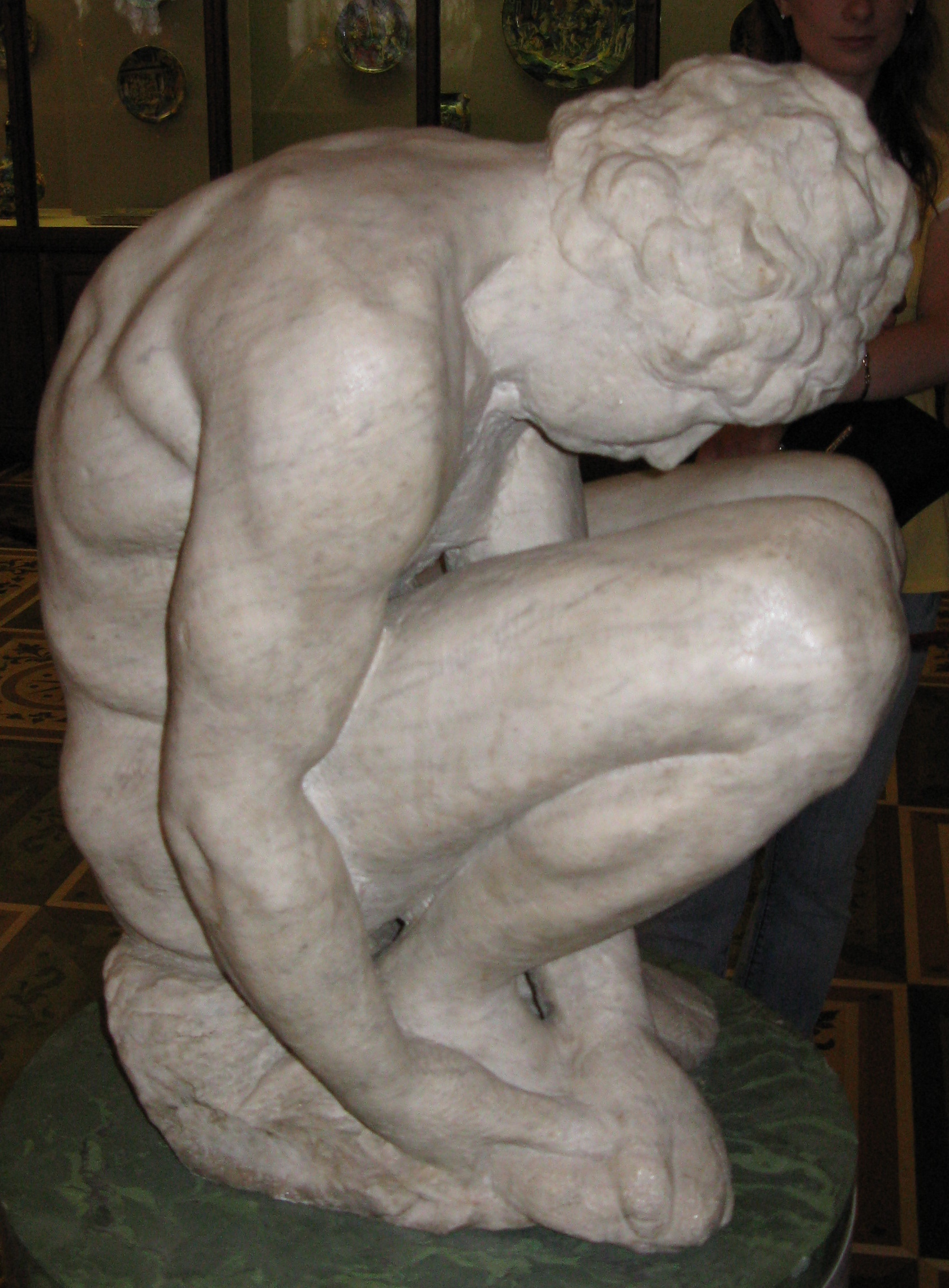
Le Garçon accroupi de Michel-Ange

Une personne accroupie repose sur le sol avec flexion des cuisses sur le tronc et des jambes sur les cuisses. Symptomatiquement chez l’être humain, cette position s'observe souvent chez des enfants terrorisés ou atteints de cardiopathies congénitales. Suivant cette définition, le Scribe accroupi assis en tailleur et les statues accroupies celtiques en ronde-bosse ne sont pas accroupis,, leurs cuisses n’étant pas pliées sur le tronc ; par contre le Garçon accroupi de Michel-Ange respecte cette définition. En effet l’accroupissement est parfois confondu avec la flexion des jambes, comme en anglais où le verbe « squat » désigne simultanément maintenir la position et fléchir les jambes.
Comme l'atteste son étymologie, la position assise sur la croupe est une caractéristique de certains quadrupèdes domestiques comme le chien ou le cheval. 

## L'accroupi chez les mammifères
Chez plusieurs espèces de singes, la position accroupie avec flexion complète est la posture la plus fréquente. Comme chez d'autres mammifères, elle est mobilisée dès que les membres supérieurs sont occupés à une manipulation telle que la consommation d'un aliment. 
La position accroupie présente plusieurs intérêts dans l'adaptation aux circonstances. Il s'agit souvent de se rapprocher du sol pour divers avantages : 
- moindre exposition aux regards ou relatif changement de point de vue ;
- rapprochement d'objets au sol comme dans des jeux ;
- travailler la terre ;
- la préhension et soulèvement de charges en profitant de la puissance des quadriceps, etc.

À l'avantage de la proximité du sol, s'ajoutent par une forme de « dégagement » du bassin et du bas-ventre par rapport aux cuisses et aux jambes de meilleures conditions pour les actions musculaires d'excrétion ainsi que pour accoucher
La position accroupi nécessite notamment une bonne mobilité de la hanche, et une souplesse de la cheville autour du tendon alcanéen : la dorsilexion. C'est-à-dire la position du pied relevé vers le genou (contrairement à l'extension du pied où celui-ci prend une forme en pointe dans le prolongement de la jambe, comme les ballerines).

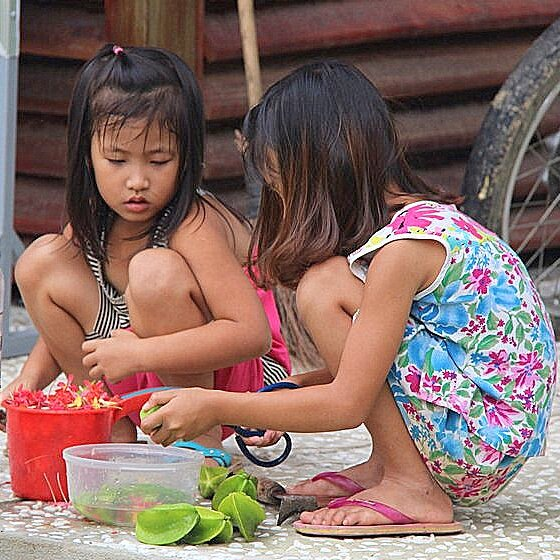
Deux petites filles accroupies au Viêt Nam.

En 1934, l’ethnologue Marcel Mauss donne une conférence sur les techniques du corps, dont la transcription de 1936 est devenue un grand classique des sciences sociales et un des textes les plus commentés en anthropologie : « Nous ne savons plus nous accroupir. Je considère que c’est une absurdité et une infériorité de nos races, civilisations, sociétés. (…) La position accroupie est, à mon avis, une position intéressante que l’on peut conserver à un enfant. La plus grosse erreur est de la lui enlever. Toute l’humanité, excepté nos sociétés, l’a conservée. » 
Chez l'Homme de civilisation occidentale, les muscles et les articulations étant sollicités de façon inhabituelle, la position accroupie n'est pas confortable ou n'est pas choisie pour se reposer, toute position assise l'étant davantage.  En fait de nombreux adultes en occident sont tout simplement incapables de s'accroupir : ils peuvent seulement approcher la position en soulevant les talons, et en se tenant sur la pointe des pieds.  